# Lista över Bruneis sultaner
Sultanen av Brunei är landets sultan och statsöverhuvud. Brunei är ett ärftligt sultanat där sultanen i praktiken är envåldshärskare. Ätten Bolkiah har styrt landet i över 400 år.

## Lista över Bruneis sultaner
- Muhammad Shah (1405–1415)
- Ahmad (1415–1425)
- Sharif Ali (1425–1433)
- Sulaiman (1433–1473)
- Bolkiah (1473–1521)
- Abdul Kahar (1521–1575)
- Saiful Rijal (1575–1600)
- Shah Berunai (1600–1605)
- Muhammad Hassan (1605–1619)
- Abdul Jailul Akbar (1619–1649)
- Abdul Jailul Jabbar (1649–1652)
- Muhammad Ali (1652–1660)
- Abdul Hakkul Mubin (1660–1673)
- Muhyiddin (1673–1690)
- Nassaruddin (1690–1705)
- Hussin Kamaluddin (1705–1730, 1745–1762)
- Muhammad Alauddin (1730–1745)
- Omar Ali Saifuddin I (1762–1795)
- Muhammad Tajuddin (1796–1807)
- Muhammad Jamalul Alam I (1806–1807)
- Muhammad Kanzul Alam (1807–1829)
- Muhammad Alam (1825–1828)
- Omar Ali Saifuddin II (1829–1852)
- Abdul Momin (1852–1885)
- Hashim Jalilul Alam Aqamaddin (1885–1906)
- Muhammad Jamalul Alam II (1906–1924)
- Ahmad Tajuddin (1924–1950)
- Omar Ali Saifuddin III (1950–1967)
- Hassanal Bolkiah (sedan 1967)